# Syndrome (鬼束ちひろのコンサートツアー)
syndromeは、鬼束ちひろの2017年のコンサートツアー。

## 日程
- 2017年4月13日 - 川崎・CLUB CITTA'
- 2017年5月1日 - 名古屋・ Zepp Nagoya
- 2017年5月16日 - 大阪・Zepp Namba（OSAKA）
- 2017年5月28日 - 仙台・電力ホール
- 2017年6月9日 - 福岡・福岡国際会議場メインホール
- 2017年6月23日 - 沖縄・ミュージックタウン音市場
- 2017年7月7日 - 札幌・Zepp Sapporo
- 2017年7月12日 - 東京・中野サンプラザホール

追加特別公演
- 2017年7月14日 - 宮崎・メディキット県民文化センター
- 2017年7月18日 - 東京・Zepp DiverCity